# Salassa excellens
Salassa excellens är en fjärilsart som beskrevs av Felix Bryk 1944. Salassa excellens ingår i släktet Salassa och familjen påfågelsspinnare. Inga underarter finns listade.